# Portugese cultuur
De Portugese cultuur heeft haar wortels in de culturen van de beschavingen die het Portugese grondgebied hebben bezet in de afgelopen millennia: de Kelten, Feniciërs, Romeinen, Germanen, Moren en anderen. De naam 'Portugal' is een weerspiegeling van de menging van meerdere culturen: "Portugal" stamt af van de Romeinse naam Portus Cale, Latijn voor "haven van Cale". Cale is mogelijk van Keltische oorsprong: de moedergodin van de Kelten heette Cailleach. In de 15e en 16e eeuw was Portugal een wereldspeler op het gebied van economie, politiek en cultuur en besloeg het Portugese rijk een groot gebied, van huidig Brazilië tot Oost-Indië, Macau en Japan.
In Portugal zijn veel musea en andere culturele bezienswaardigheden, waaronder kloosters, kastelen en kerken. Er zijn in Portugal vijftien locaties aangewezen als Werelderfgoed door UNESCO.

## Overzicht

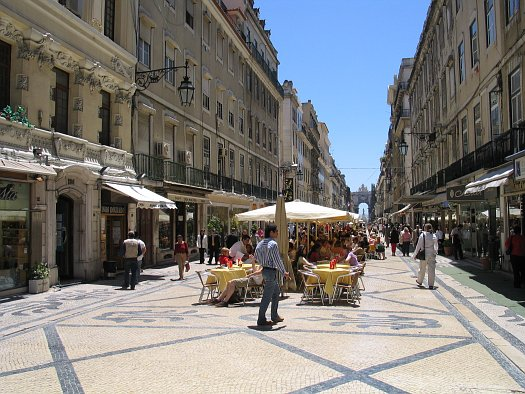
Rua Augusta (straat) in de Baixa Pombalina, Lissabon

De Portugezen hebben veel culturele activiteiten en een rijke folklore (ranchos folclóricos), met veel regionale variëteit. Veel steden en dorpen hebben oude monumenten en gebouwen en musea. In de meeste steden zijn bioscopen plekken voor optredens te vinden. In de grotere steden gaan veel mensen naar het theater, concerten of galerijen. Lissabon (1994), Porto (2001) en Guimarães (2012) zijn Europese Hoofdsteden van de Cultuur geweest.
In de zomer vinden veel lokale zomerfestivals plaats, vaak ter ere van beschermheiligen van de stad. Voetbal is de belangrijkste sport en wordt door veel fans gevolgd. Er zijn een aantal arena's waar men naar stierenvechten kan kijken, al is dat niet overal even populair.

## Architectuur
Sinds het tweede millennium vóór Christus zijn er belangrijke gebouwen gebouwd op het Portugese grondgebied, door de verschillende volkeren die daar hebben gewoond. De Portugese architectuur heeft altijd de trends in de rest van Europa gevolgd, zij het vaak met enige vertraging. Pas met de komst van de Manuelstijl, vernoemd naar koning Emanuel I, ontstond een unieke stijl. Deze vormde de overgang van de Gotiek tot de Renaissance. Tijdens de regeerperiode van koning Johan V werden veel gebouwen gebouwd in de Joanijnse barokstijl. De Pombalijnse stijl is een andere uniek Portugese stijl en is een mix van late barok en neoclassicisme. De stijl werd ontwikkeld na de aardbeving van 1755. Ten tijde van de dictatuur van Salazar, was een stijl genaamd "Português Suave" (lett. "glad Portugees") erg populair. De Portugese stoep (zie foto rechtsboven) en de Portugese tegels (azulejos) zijn twee architectonische elementen die typisch Portugees zijn. De hedendaagse Portugese architectuur volgt de internationale trends. Onder andere Eduardo Souto de Moura, Álvaro Siza Vieira en Fernando Távora zijn bekende hedendaagse Portugese architecten.
| Kathedraal van Lissabon Romeins | Klooster van Alcobaça Gotisch | Torre de Belém Manuelstijl | Torre dos Clérigos Joanijnse barok | Rua Augusta Pombalijnse stijl | Padrão dos Descobrimentos Português Suave | Pavilhão de Portugal Modern |
| ------------------------------- | ----------------------------- | -------------------------- | ---------------------------------- | ----------------------------- | ----------------------------------------- | --------------------------- |
|                                 |                               |                            |                                    |                               |                                           |                             |

## Dans
De Portugese folklore is erg gevarieerd en elke regio van het land heeft eigen tradities. Veel mensen kennen folkloristische dansen. Tegenwoordig heeft Portugal ook een ballettraditie met meer ontwikkelde dansen. Een van de bekendste dansers uit Portugal is Pedro Romeiras.

## Film
In de jaren 90 werden er gemiddeld 10 volwaardige films per jaar gemaakt in Portugal. Veel van de Portugese regisseurs zijn kunstlieden. De binnenlandse markt is vrij klein en ook op internationaal niveau zijn er weinig grote Portugese bijdragen geweest. Manoel de Oliveira was 's werelds oudste regisseur, die tot zijn dood in 2015 op 106-jarige leeftijd overleed films regisseerde. Hij won meerdere internationale awards en werd binnen de filmgemeenschap geroemd om zijn werk.

## Keuken

### Eten

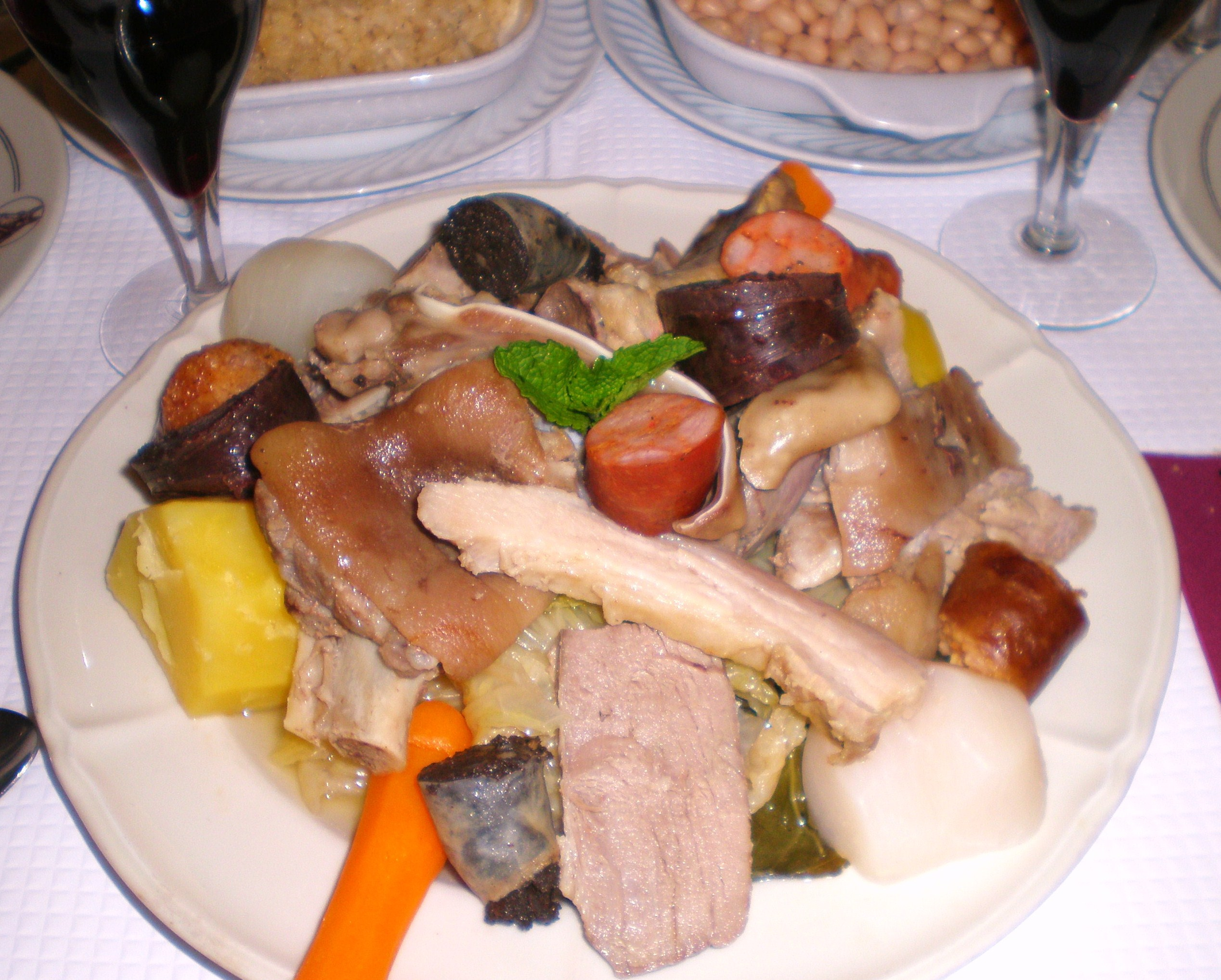
Een bord cozido à portuguesa

Elke regio heeft zijn eigen traditionele gerechten, vaak bereid met verschillende soorten vlees, zeevruchten of verse vis. In heel Portugal wordt gedroogde en gezouten kabeljauw (bacalhau) op verschillende manieren bereid. Een Portugese stoofpot genaamd cozido à portuguesa (zie foto) is ook populair.
De francesinha, een gerecht van brood, verschillende soorten worst, friet en een saus op basis van bier, komt uit het noorden van Portugal, maar is in vrijwel het hele land verkrijgbaar.

### Alcoholische dranken
Portugal is sinds de tijd van de Romeinen een wijnland. De Romeinen associeerden Portugal met hun wijngod, Dionysos. Veel Portugese wijnen en wijngebieden behoren tot de wereldtop: Douro, Alentejo, Dão, Vinho verde, Rosé, Port (in het Portugees Vinho do Porto, lett. "wijn uit Porto"), Madeira, Moscatel uit Setúbal en uit Favaios. Bier is ook erg populair. De grootste nationale merken zijn Sagres en Super Bock. Daarnaast zijn ook likeuren, zoals Licor Beirão en ginjinha (kersenlikeur), erg populair.

## Literatuur

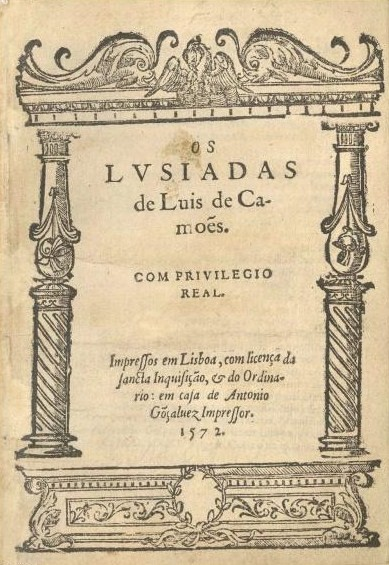
De Lusiaden

## Muziek

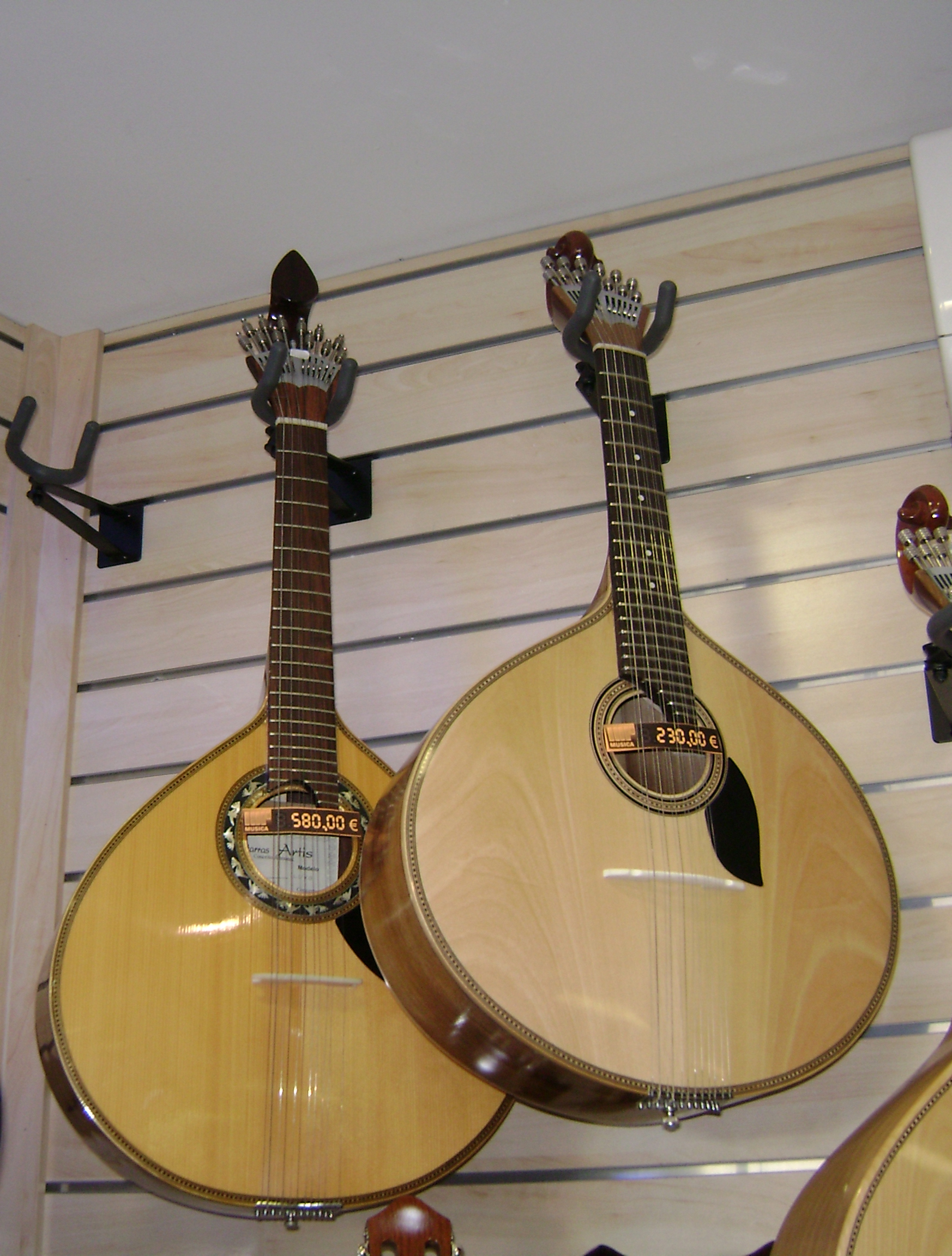
Portugese gitaren

Portugal staat bekend om traditionele muziek, met name de fado. In de jaren 1960 begon een periode van innovatie en uitbreiding van het nationale repertoire. Ook ontstond in die periode politieke muziek en werden de fado van Lissabon en Coimbra nieuw leven ingeblazen. Muziek uit de koloniën (o.a. Angola en Mozambique) kreeg een steeds belangrijkere plek in het muziekleven in Lissabon en beïnvloedde lokale artiesten die verschillende stijlen rap en hip-hop creëerden.
Madredeus is een van de meest succesvolle bands uit Portugal. Ook zangeres Dulce Pontes is wereldwijd bekend. Carlos Paredes wordt gezien als de beste Portugese gitarist. Volksmuziek en volksdansen, net als de fado, blijven de belangrijkste muziekvormen in het land. De traditionele muziekstijl cante alentejano is net als fado door de UNESCO erkend als immaterieel cultureel erfgoed.
Tijdens studentenfestivals zoals de Queima das Fitas in de studentensteden Coimbra en Porto worden vele verschillende soorten muziek gespeeld, variërend van traditionele muziek tot Portugese en internationale pop, rock en hip-hop.

### Fado
Fado, letterlijk "lot", is een genre dat sinds zeker de jaren 1820—en mogelijk al langer—bestaat. De stijl wordt gekenmerkt door de melancholische tonen en teksten, die vaak over de zee of over het leven van de armen gaat. Fado is ook sterk geassocieerd met het Portugese woord saudade, een woord dat zich moeilijk laat vertalen. Saudade heeft te maken met heimwee en een verlangen naar vroeger of naar betere tijden.
Er bestaan twee grote stromingen binnen de fado, namelijk de fado uit Lissabon en de fado uit Coimbra. De fado uit Lissabon is populairder, maar die uit Coimbra wordt gezien als verfijnder. Een ander belangrijk verschil is dat je na afloop van een fado uit Lissabon in je handen klapt om te applaudisseren, maar bij een fado uit Coimbra dien je je keel te schrapen.

## Schilderkunst

Panelen van São Vicente de Fora

De Portugese schilderkunst heeft, net als de architectuur, altijd de internationale trends gevolgd. De Panelen van São Vicente de Fora (zie foto) werden in de jaren 1450 geschilderd, waarschijnlijk door Nuno Gonçalves, en zijn een van de pronkstukken van het Nationaal Museum voor Oude Kunst in Lissabon. Enkele bekende Portugese schilders zijn, onder andere:
- Amadeo de Souza-Cardoso
- Maria Helena Vieira da Silva
- Paula Rego

## Nationale feestdagen
| Datum                     | Naam                                                     | Toelichting |
| ------------------------- | -------------------------------------------------------- | --- |
| 1 januari                 | Ano Novo                                                 | Nieuwjaarsdag. Het begin van het nieuwe jaar en het einde van de feestdagen. |
| dinsdag, datum varieert   | Carnaval                                                 | Carnaval. Geen officiële feestdag, maar wel een niet-werkdag. Historisch een festival aan het einde van de winter, waar later de christelijke betekenis aan werd toegevoegd van de 40 dagen durende vastenperiode voorafgaand aan Pasen, ook wel bekend als Entrudo. |
| vrijdag, datum varieert   | Sexta-Feira Santa                                        | Goede Vrijdag. |
| zondag, datum varieert    | Páscoa                                                   | Pasen. Men eet met de familie, typische gerechten zijn o.a. Pão-de-Ló en "Folar" (een paastaart) en paaseieren. In het noorden, bezoekt een compasso, een groep kerklieden, alle huizen met een open deur om ze te zegenen. Traditioneel is dit de tweede dag dat kinderen en ongetrouwde jongeren hun peetouders bezoeken en een paascadeau ontvangen. Het eerste bezoek is op Palmzondag, 7 dagen eerder. De kinderen geven dan bloemen en palmtakken aan hun peetouders. |
| 25 april                  | Dia da Liberdade                                         | Letterlijk "Dag van de Vrijheid". Viering van de Anjerrevolutie, die in 1974 een einde maakte aan de dictatuur. |
| 1 mei                     | Dia do Trabalhador                                       | Dag van de Arbeid. |
| donderdag, datum varieert | Corpo de Deus                                            | Corpus Christi. Christelijk feest waarbij de Eucharistie wordt gevierd. |
| 1 juni                    | Dia das Crianças                                         | Dag van het kind. |
| 10 juni                   | Dia de Portugal, de Camões e das Comunidades Portuguesas | Dag van Portugal. Sterfdag van Camões. |
| 15 augustus               | Assunção                                                 | Maria Hemelvaart. |
| 5 oktober                 | Implantação da República                                 | Dag van de Republiek. Ter herdenking van het einde van de monarchie en het begin van de Republiek Portugal in 1910. |
| 1 november                | Todos os Santos                                          | Allerheiligen. Deze dag wordt vaak gebruikt om de graven van overleden familieleden te bezoeken. |
| 1 december                | Restauração da Independência                             | Herstel van de onafhankelijkheid van Spanje in 1640. |
| 8 december                | Imaculada Conceição                                      | Onbevlekte Ontvangenis van Maria. Beschermheilige van Portugal sinds 1646. |
| 25 december               | Natal                                                    | Kerstdag. Wordt gevierd in de avond en nacht van de 24e naar de 25e. Families komen samen en eten veelal bacalhau of kalkoen. |